# Linda Züblin

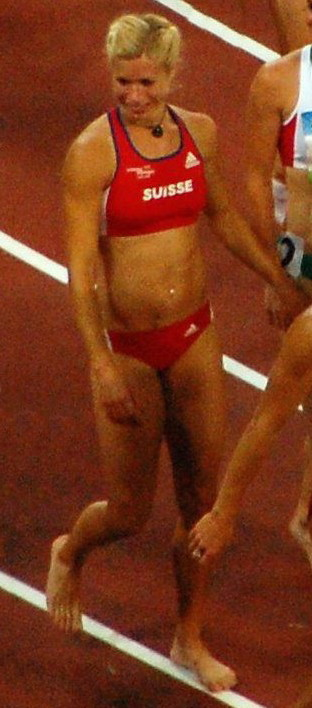
Linda Züblin

Linda Züblin (* 21. März 1986 in Riedt bei Erlen) ist eine Schweizer Siebenkämpferin, welche auch im Speerwurf, 100-Meter-Hürdenlauf sowie im Weitsprung zur Schweizer Elite gehört.

## Leben
Züblin startete bisher für den LAR Bischofszell und hält die Schweizer Junioren- und U23-Rekorde im Siebenkampf sowie den Schweizer Rekord im Speerwurf. 2008 wurde sie ins Förderprojekt World Class Potentials des Schweizerischen Leichtathletik-Verbands aufgenommen sowie zur Schweizer Leichtathletin des Jahres gewählt.
Züblin hat an zwei Weltmeisterschaften, den Olympischen Spielen 2008 in Peking sowie den Europameisterschaften 2010 in Barcelona teilgenommen. Mit einer Bestleistung von 6018 Punkten ist sie eine von fünf Schweizer Siebenkämpferinnen, die mehr als 6000 Punkte erreicht haben.
Nach zwei Jahren, in denen Züblin von Verletzungen zurückgeworfen wurde, konnte sie sich für die Weltmeisterschaften 2013 in Moskau qualifizieren.
Obwohl Züblin noch keine grossen internationalen Erfolge feiern konnte, gehört sie aufgrund ihrer offenen Art und damit verbundenen zahlreichen Medienauftritten zu den bekanntesten Leichtathletinnen der Schweiz. 2009 startete sie beim Super10Kampf.
2009 zog die gelernte Kauffrau aus der Ostschweiz nach Bern, wo sie vom Schweizer Mehrkampftrainer Adrian Rothenbühler trainiert wird. Linda Züblins Geschwister Andreas und Sarah  sind ebenfalls erfolgreiche Leichtathleten.

## Erfolge
- 2005: 9. Rang Junioreneuropameisterschaften Siebenkampf, Schweizer Meisterin Juniorinnen Siebenkampf
- 2006: Schweizer Meisterin Siebenkampf
- 2007: Schweizer Hallenmeisterin Fünfkampf, 2. Rang Schweizermeisterschaften Siebenkampf, Schweizer Meisterin Speerwurf und 100-Meter-Hürdenlauf, 20. Rang Weltmeisterschaften Siebenkampf; 11. Rang U23-Europameisterschaften Siebenkampf
- 2008: Schweizer Hallenmeisterin Weitsprung; 31. Rang Olympische Spiele Siebenkampf
- 2009: 16. Rang Weltmeisterschaften Siebenkampf
- 2010: Schweizer Meisterin Siebenkampf und Speerwurf, 16. Rang Europameisterschaften Siebenkampf
- 2013: Siegerin Siebenkampf Eidgenössisches Turnfest

## Persönliche Bestleistungen
- Siebenkampf: 6018 Punkte, 1. Juni 2008 in Götzis, Schweizer U23-Rekord
  - 5582 Punkte, 7. August 2005 in Payerne, Schweizer Juniorinnenrekord
- Fünfkampf (Halle): 4176 Punkte, 17. Februar 2008 in Magglingen, Schweizer U23-Rekord (zusammen mit Simone Oberer)
- Speerwurf: 53,01 m, 16. August 2009 in Berlin, Schweizer Rekord
  - 50,47 m, 30. Juni 2007 in Zug, Schweizer U23-Rekord
  - 47,74 m, 7. August 2005 in Payerne, ehemaliger Schweizer Juniorinnenrekord